# سيسيليا كرايغر
سيسيليا كرايغر هي رياضياتية كندية، ولدت في 9 أبريل 1894 في بولندا، وتوفيت في 17 أغسطس 1974 في أونتاريو في كندا.

## بداية حياتها وتعليمها
ولدت كريجر في 9 أبريل من عام 1894 في جاسو في جليقية، كانت المدينة آنذاك جزءاً من النمسا والمجر ولكن في بولندا الحديثة حالياُ. كان لوالديها موسى وسارة كريجر ولدين وابنتين إلى جانب سيسيليا. وبدأت كريجر دراسة الرياضيات والفيزياء في جامعة فيينا في عام 1919 لكنها انتقلت مع عائلتها إلى تورنتو أونتاريو كندا في عام 1920. حصلت كريجر على درجة البكالوريوس في عام 1924 وحصلت على درجة الماجستير من جامعة تورنتو. وحصلت على الدكتوراه من الجامعة نفسها في عام 1930. كانت أطروحتها تحت إشراف دبليو جيه ويبر بعنوان «حول تجميعية السلسلة المثلثاتية ذات الإحداثيات المحلية-حول ثوابت فورييه وعوامل التقارب في متسلسلة فورييه المزدوجة».

## في جامعة تورنتو
أثناء متابعتها للحصول على الدكتوراه تم تعيين كريجر كمدرسة في عام 1928 وتمت ترقيتها إلى محاضرة في عام 1930 عندما أكملت شهادة الدكتوراه. وقد واصلت كريجر العمل في رتبة محاضرة حتى تمت ترقيتها إلى أستاذة مساعدة في جامعة تورنتو في عام 1942. درست في كل من قسم الهندسة وقسم الرياضيات. وتزوج كريجر من الدكتور زيجموند دنيج عام 1953.

## تقاعدها
استمرت كريجر في رتبة أستاذة مساعدة حتى تقاعدها في عام 1962. ومع ذلك فقد واصلت التدريس بعد تقاعدها: لمدة خمس سنوات في جامعة تورنتو، وتركت في عام 1968 بعد وفاة زوجها ولمدة ست سنوات أخرى في كلية كندا العليا وهي مدرسة خاصة في تورنتو وذلك حتى وفاتها. في عام 1974.

## منشوراتها
نشرت سيسيليا في عام 1934 ترجمة باللغة الإنكيليزية لكتاب شيربينسكي «مقدمة في الطبولوجيا العامة» كما ترجمت كتابه الآخر «الطبولوجيا العامة» في عام 1952 مضبفةً ملحقاً من 30 صفحة حول العدد الترتيبي والعدد الأصلي. 

## التقدير
كانت كريجر مناصرة قوية للنساء في الرياضيات وتكريماً لمساهمات كريجر وإيفلين نيلسون أنشأت الجمعية الرياضية الكندية جائزة كريجر - نيلسون في عام 1995 التي تمنح لامرأة بارزة في الرياضيات.